# Invasión indonesia de Timor Oriental
La invasión indonesia de Timor Oriental comenzó el 7 de diciembre de 1975 cuando el ejército de Indonesia invadió Timor Oriental con el pretexto de la lucha contra el colonialismo. Se derrocó al breve gobierno del Fretilin y se desató una violenta ocupación que duró hasta 2002 que costó la vida de 60 a 100 mil locales.
Durante los primeros años de ocupación las fuerzas indonesias encontraron una fuerte resistencia en el interior montañoso de la isla, pero desde 1977-1978 recibieron armamento moderno de los EE. UU., Australia y otros países para destruir al grupo rebelde. Sin embargo, durante los años ochenta y noventa se vieron violentos enfrentamientos, lo que motivó la intervención de la ONU, realizando un referéndum en el que ganaron los partidarios de la independencia, realizada en 2002.